# یواس‌اس اکسپریمنت (۱۸۳۲)
یواس‌اس اکسپریمنت (۱۸۳۲) (به انگلیسی: USS Experiment (1832)) یک کشتی بود که طول آن ۹۰ فوت (۲۷ متر) بود. این کشتی در سال ۱۸۳۲ ساخته شد.